# Spyrídon Marinátos
Spyrídon Nikoláou Marinátos (en grec moderne : Σπυρίδων Νικολάου Μαρινάτος), né à Lixoúri le 4 novembre 1901 et mort à Akrotiri (Santorin) le 1er octobre 1974, fut un des premiers archéologues grecs du XXe siècle.

## Carrière
Spyrídon Marinátos commence sa carrière en Crète comme directeur du musée archéologique d'Héraklion en 1929 où il rencontre Sir Arthur John Evans, le découvreur de Cnossos. Marinátos a conduit lui-même de nombreuses fouilles à Dríros (en), Arkalochóri, Vathýpetro et à Gazí, dont résultèrent de précieuses informations sur les civilisations grecques archaïques. En 1937, il devient pour la première fois directeur du service des Antiquités grecques. Peu de temps après, il accède à un poste de professeur à l'université d'Athènes. Son attention se tourne alors vers les Mycéniens, les considérant comme les premiers « vrais » Grecs. Il fait de nombreuses recherches sur des sites mycéniens, en particulier dans le Péloponnèse, découvrant la tombe royale de Roútsi, non loin de Pylos. Il essaie aussi de découvrir des témoignages des batailles de Marathon et des Thermopyles sur les lieux mêmes de ces combats menés par les Grecs antiques.

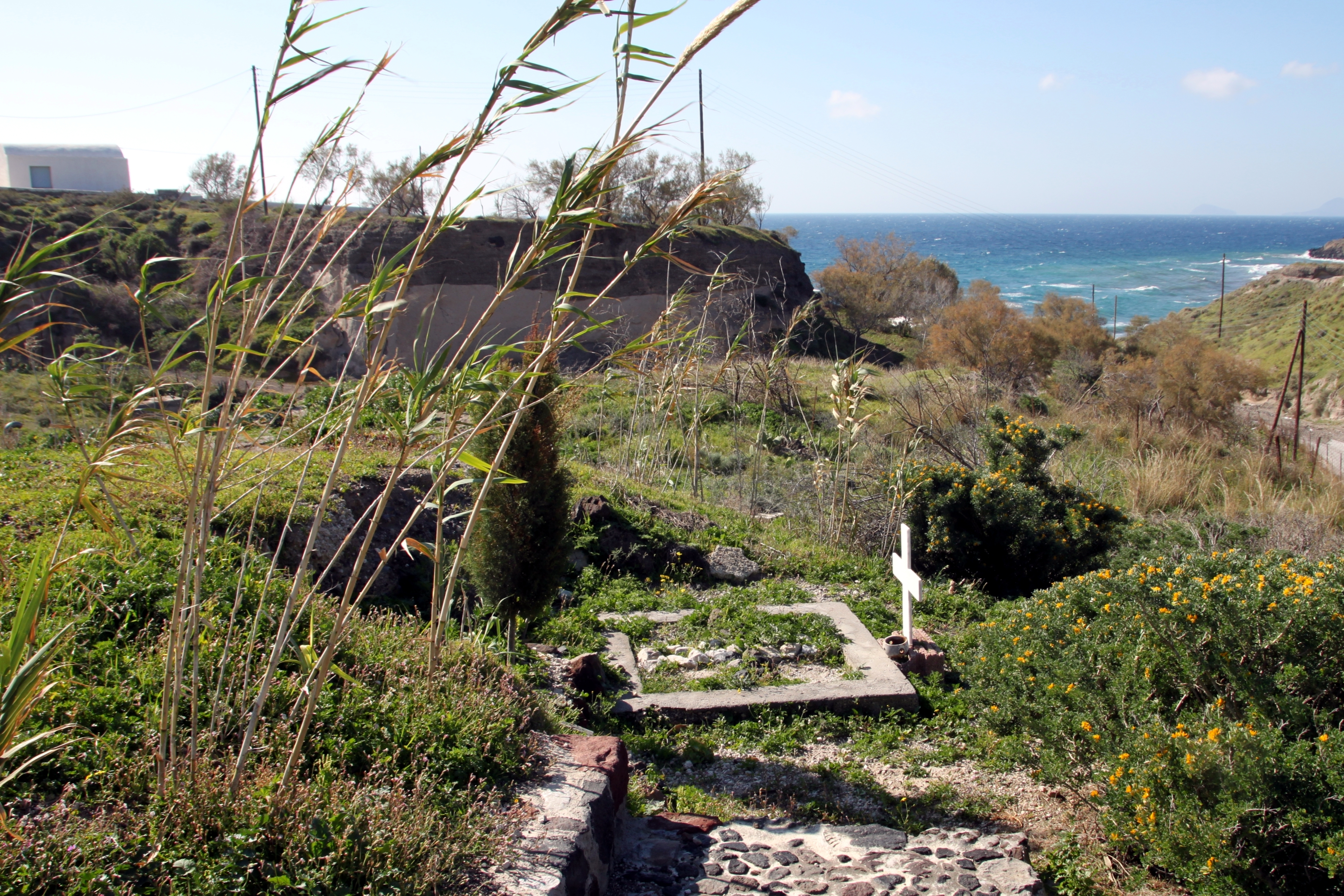
La tombe de Marinátos à Akrotiri, Santorin

Sa découverte la plus importante fut sûrement celle du site d'Akrotiri, une cité portuaire minoenne dans l’île de Théra (appelée de nos jours Santorin). La ville fut détruite par une gigantesque éruption (éventrant l’île), qui recouvrit aussi les ruines de ses habitations. D’ailleurs, les tsunamis créés par cette éruption dévastèrent de nombreux littoraux dont ceux de la Crète, cœur de la civilisation minoenne. De cet événement serait née d'après lui la légende de l’Atlantide. Marinátos commença les fouilles en 1967 et mourut de manière accidentelle sans avoir terminé ses recherches, le 1er octobre 1974, sur le chantier de fouilles, à la suite de l'effondrement d'un mur.

## Politique
Il fut directeur général des antiquités pour le ministère grec de la Culture sous la dictature des colonels entre 1967 et 1974. Les relations étroites qu’il entretenait avec la junte au pouvoir, particulièrement avec son leader Geórgios Papadópoulos, étaient de nature idéologique. Spyrídon Marinátos cultivait un idéal nationaliste extrémiste qui influençait ses travaux archéologiques ; il espérait que le régime construirait une société fondée sur cette idéologie.
Son affiliation politique entraîna une controverse parmi ses pairs, car la plupart d'entre eux, qui avaient des opinions politiques de gauche ou critiquaient la junte militaire, furent licenciés ou soumis à des persécutions. Finalement, Marinátos fut licencié lui aussi par le dictateur Dimítrios Ioannídis lors de sa prise du pouvoir en 1973.

## Œuvre
Son Crète et Mycènes fut publié une première fois en allemand en 1960.
Son article archéologique le plus important fut La destruction volcanique de la Crète minoenne (1939). Quant à ses fouilles à Théra, elles furent résumées dans six volumes (1968-1974). Art et vie dans l’île de Théra préhistorique fut sa dernière publication en 1972.
Son nom est mentionné dans le jeu vidéo Indiana Jones et le mystère de l'Atlantide, où il serait le découvreur de Théra, porte vers la ville perdue d'Atlantis.

## Sites archéologiques
Spyrídon Marinátos fut responsable des fouilles sur les sites de :
- Akrotiri (Santorin)
- Amnisos
- Vathýpetro